# El María
El María es un corregimiento del distrito de Las Palmas en la provincia de Veraguas, República de Panamá. La localidad tiene 1.077 habitantes (2010).